# 十月十七日联盟
十月十七日联盟（俄语：Союз 17 Октября），简称十月党（Октябристы），是俄罗斯帝国的一个非革命右翼政党。

## 历史
在1905年俄国革命的冲击下，沙皇尼古拉二世发布《十月诏书》，接受民众的立宪要求，同意组建国家杜马。在此背景下，十月党于1905年10月末成立，1906年起由实业家亚历山大·古契科夫出任领袖。该党得到了自由派贵族、商人和部分官员的支持。
与立场接近的左翼自由派宪政民主党不同，十月党人是坚定的君主立宪制的拥护者，他们强调需要有一个强大的议会和政府对其负责。十月党人与谢尔盖·维特、斯托雷平政府建立了合作关系，但他们也批评政府不受法律框架约束和对改革的拖延，尤其是在1907年革命结束之后，他们不再继续不情愿的支持的政府使用非常规手段处理矛盾。在经济问题上，十月党人支持土地私有化和更进一步的土地改革方案，这一点与斯托雷平改革的方向基本一致。他们和政府一路不愿给予少数族裔地方自治的权利，但他们也普遍反对对少数族群、宗教实施压迫政策。
十月党及其相关联盟在1906年的第一届和第二届国家杜马选举中表现糟糕。但由于第二杜马不久后就在1907年6月被解散，选举规则也变得更有利于有产阶层，十月党于是成为第三届杜马（1907年—1912年）中最大的党派。然而十月党却未能成功利用其人数优势充分影响政府决策，党内也出现分裂，结果在1912年杜马选举中再次失败，最终只能在第四届杜马（1912年—1917年）占据较少的席位。
1914年第一次世界大战爆发，使温和派政党彻底失势，十月党人几乎在首都圣彼得堡政坛中完全消失。仅有极少数成员如亚历山大·古契科夫和米哈伊尔·罗江科依然在俄国政治中扮演重要角色。1917年俄国二月革命爆发，十月党成员也曾在劝服沙皇尼古拉二世放弃皇位中起到了作用。随着罗曼诺夫王朝的灭亡，十月党成为第一届俄国临时政府中一个少数党派。
布尔什维克在十月革命后取得政权不久，俄国爆发内战(1917-1923)，大部分十月党成员加入了白军组织。1923年布党取得胜利，十月党被迫流亡国外。